# Jean-Pierre Mocky, un drôle d'oiseau
Pour les articles homonymes, voir Drôles d'oiseaux.
Pour plus de détails, voir Fiche technique et Distribution.
Jean-Pierre Mocky, un drôle d'oiseau est un court-métrage documentaire français réalisé pour la télévision par Patrick Le Gall, diffusé le 17 juin 1982 dans l'émission Temps X des frères Bogdanoff sur TF1.

## Synopsis
Le film offre un portrait de l'auteur de Solo et de La Grande Lessive (!), filmé au mitan de sa carrière de réalisateur prolifique, alors qu'il vient de réaliser son premier film de science-fiction, Litan la cité des spectres verts.

## Fiche technique
- Titre : Jean-Pierre Mocky, un drôle d'oiseau
- Réalisation et scénario : Patrick Le Gall
- Avec : Jean-Pierre Mocky
- Production : TF1
- Pays d'origine :  France
- Genre : documentaire
- Durée : 13 minutes
- Première diffusion : 17 juin 1982
- Organisme de diffusion : TF1